# Баньоне
Баньоне (итал. Bagnone) — коммуна в Италии, располагается в регионе Тоскана, в провинции Масса-Каррара.
Население составляет 1945 человек (2008 г.), плотность населения составляет 27 чел./км². Занимает площадь 73 км². Почтовый индекс — 54021. Телефонный код — 0187.
Покровителем коммуны почитается святитель Николай Мирликийский, празднование 6 декабря .

## Демография
Динамика населения:

## Галерея

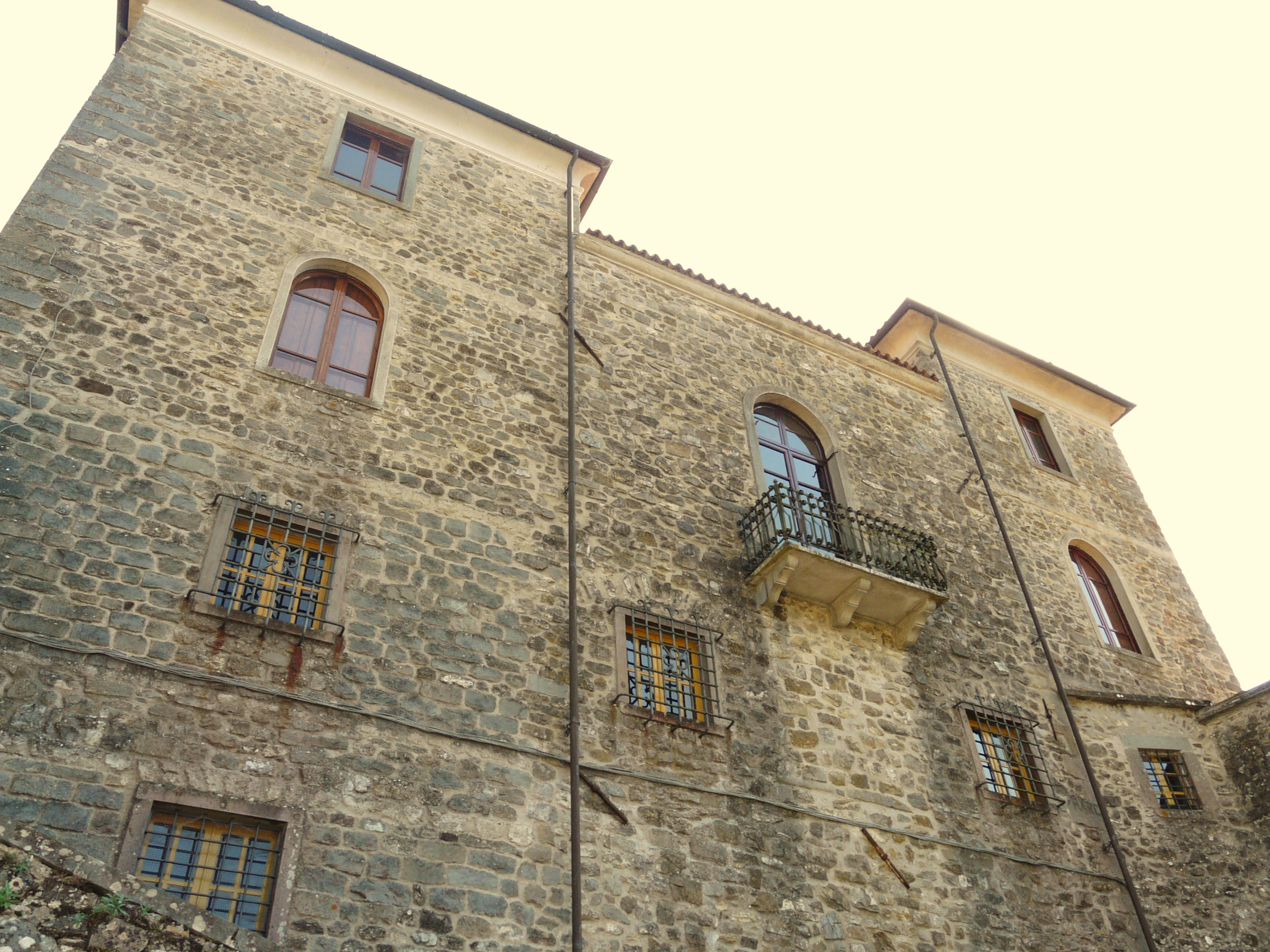
Il castello Malaspina XIV secolo
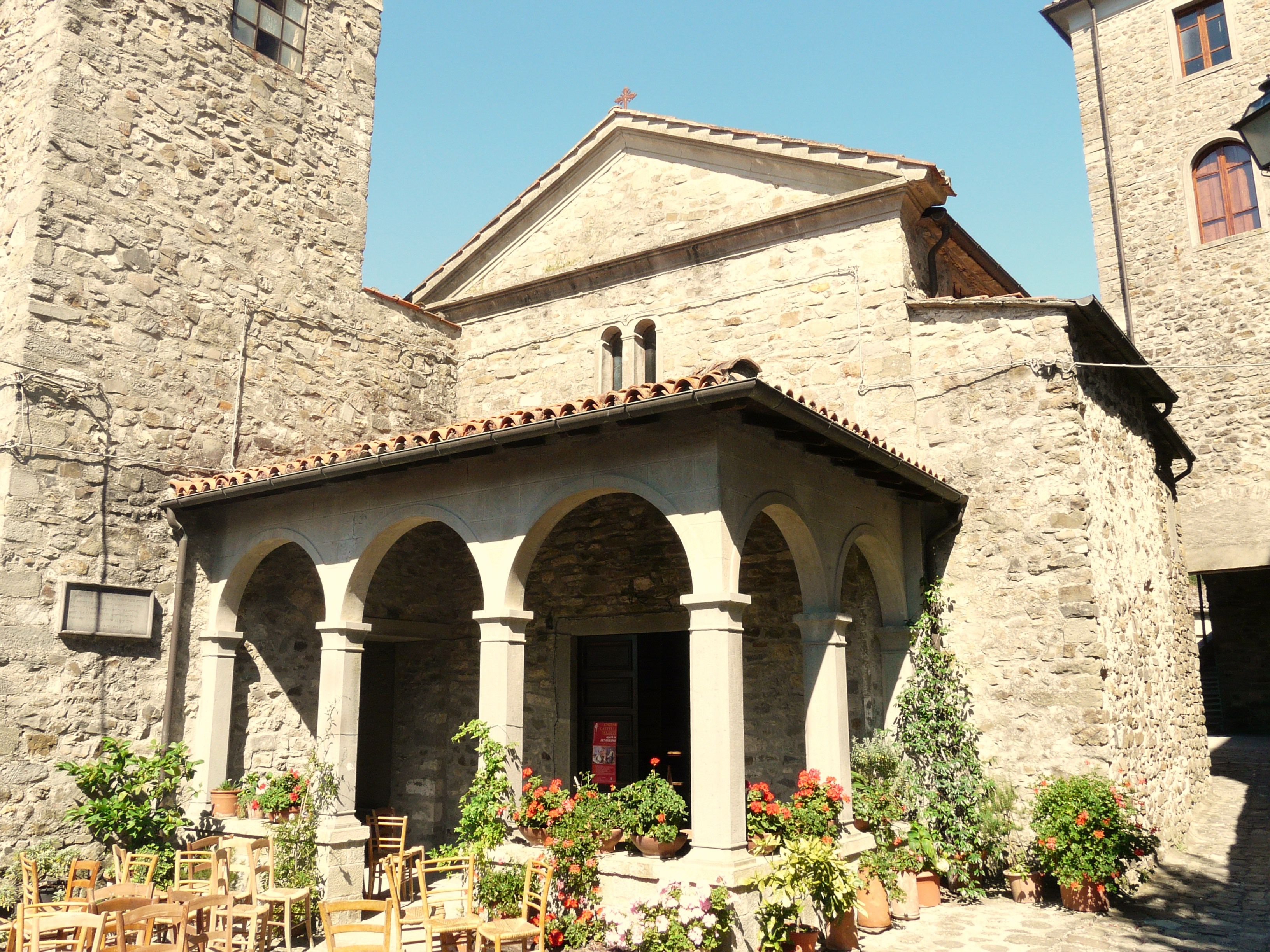
Oratorio di San Niccolò X secolo
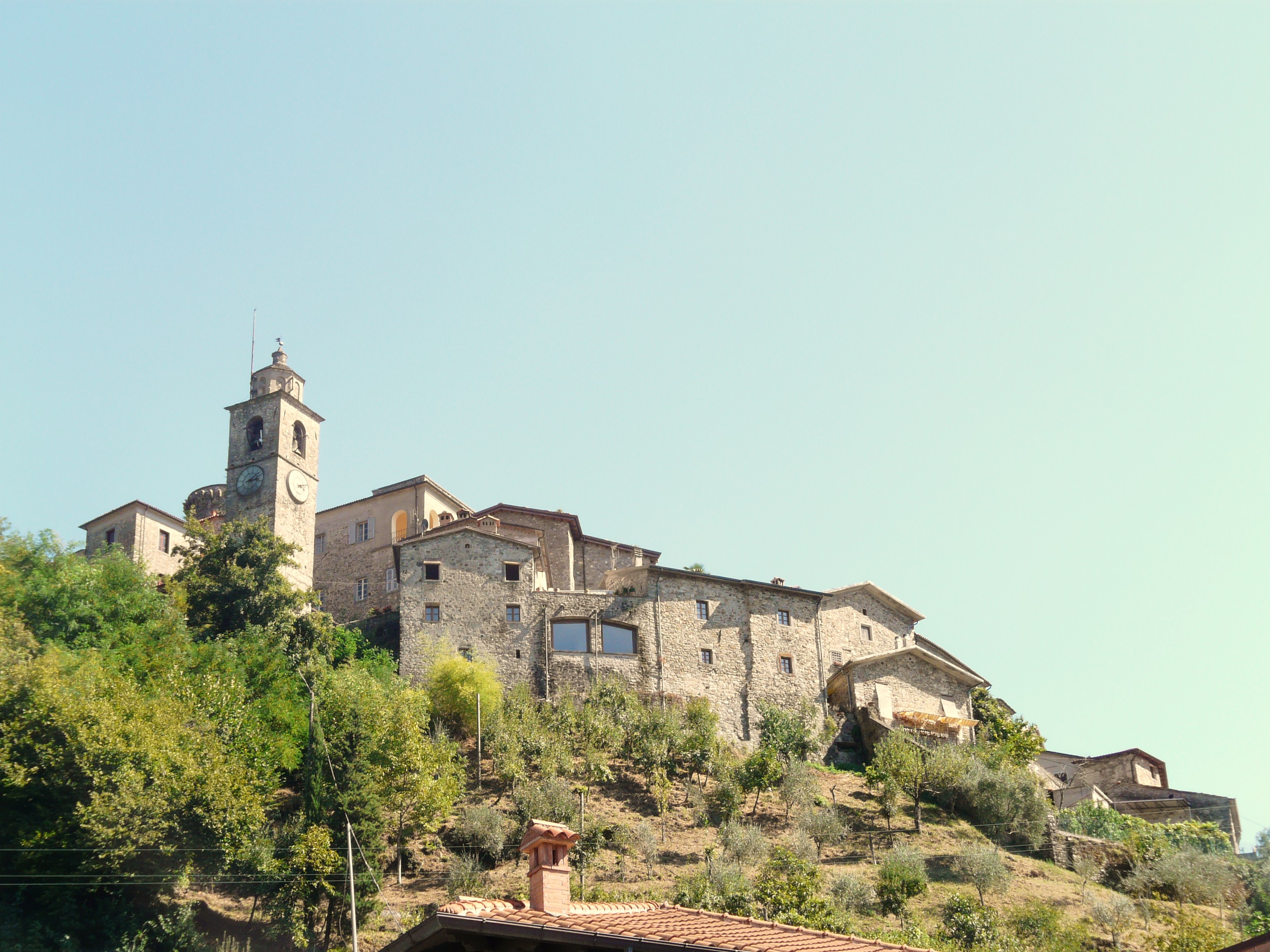
Bagnone, la rocca
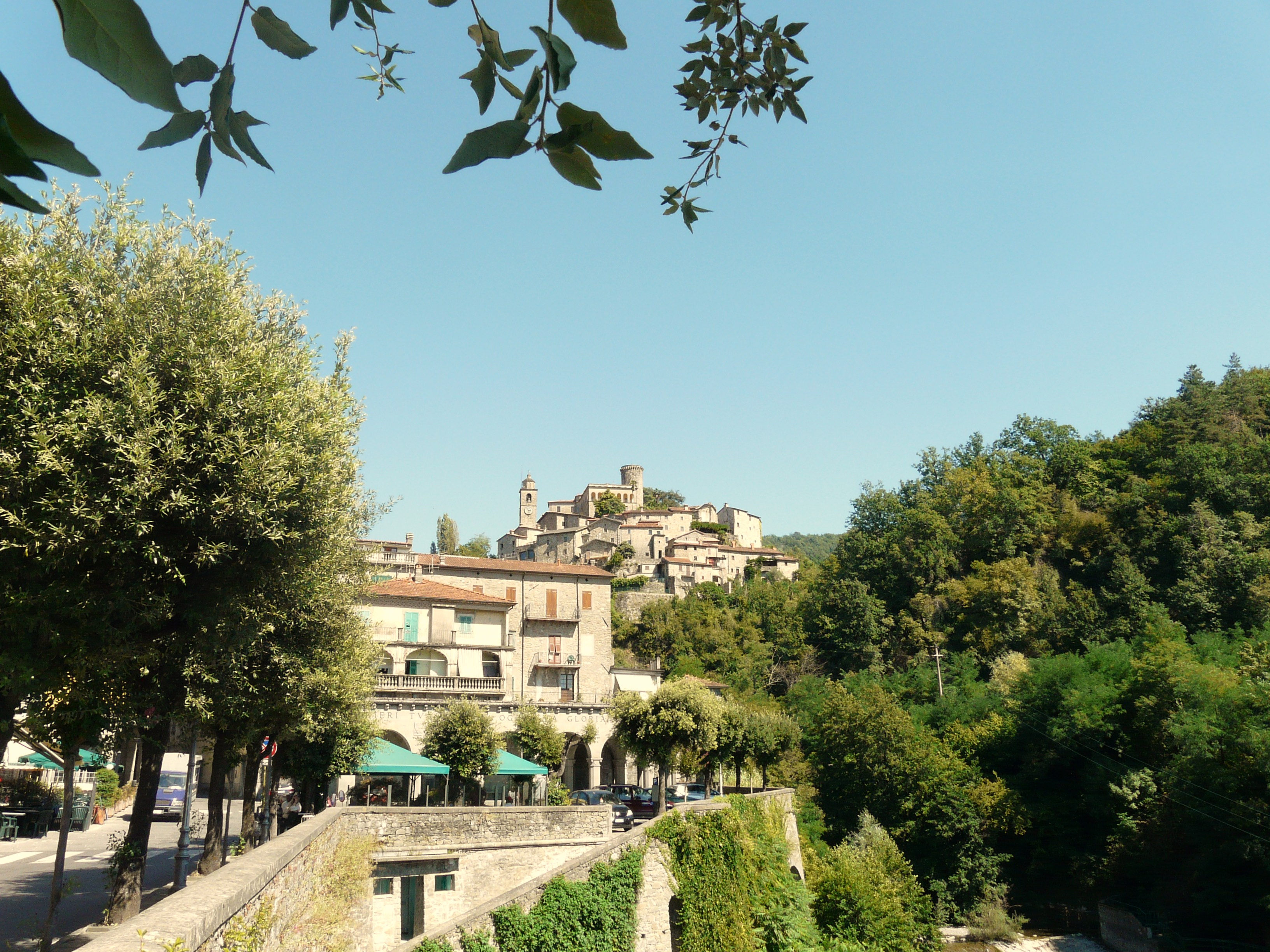
Bagnone, paese
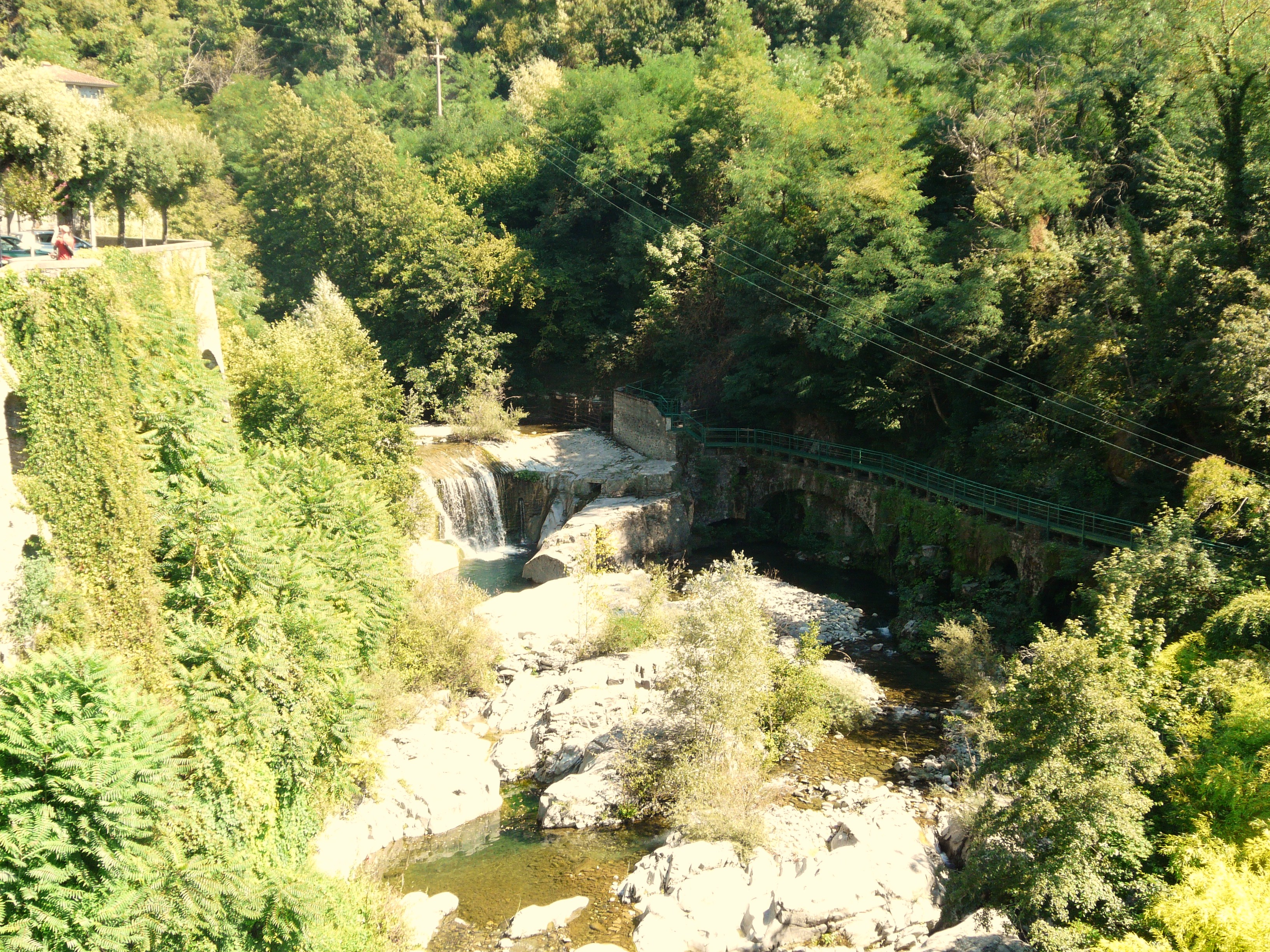
Cascata del Bagnone
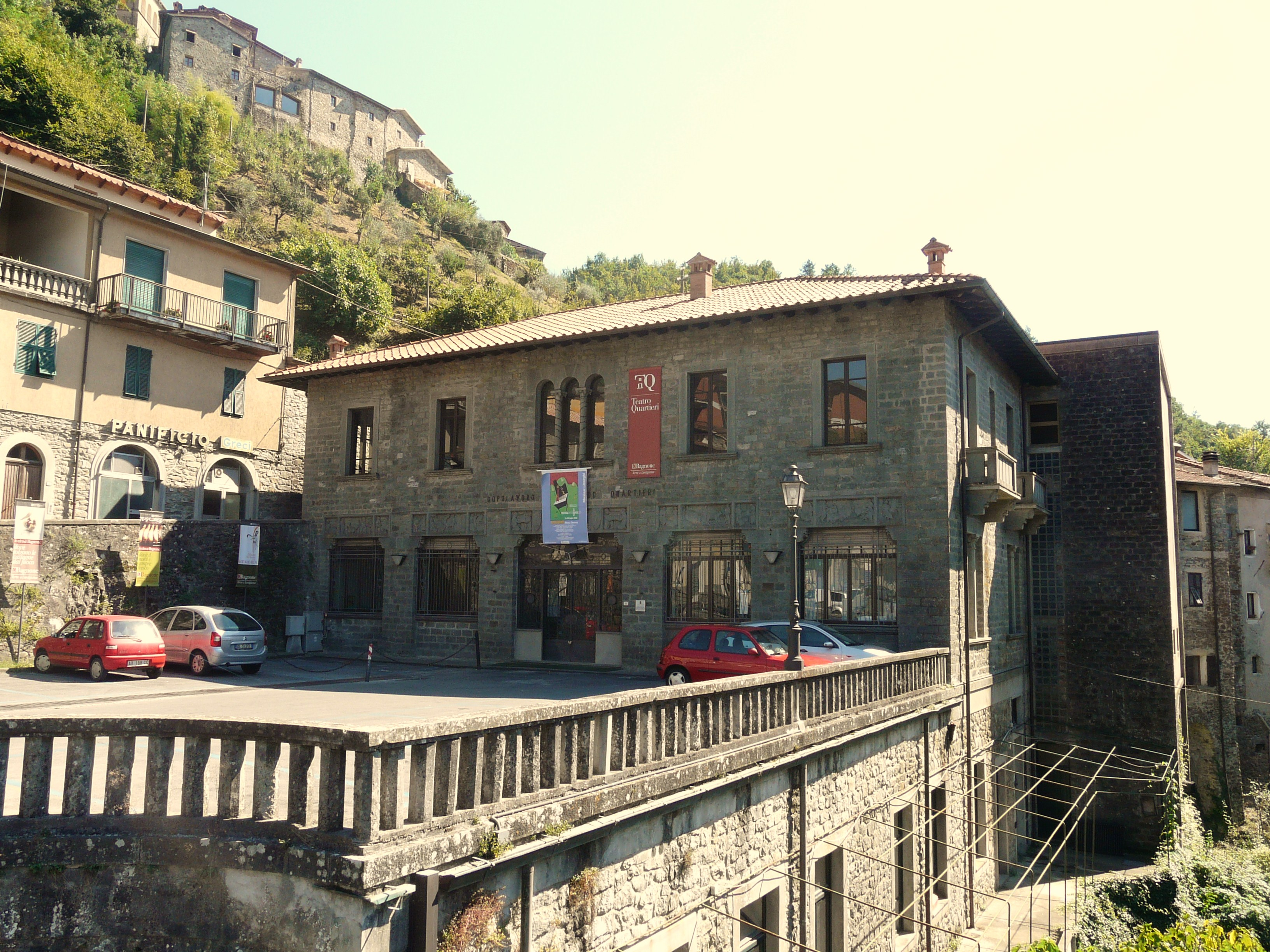
Teatro F. Quartieri
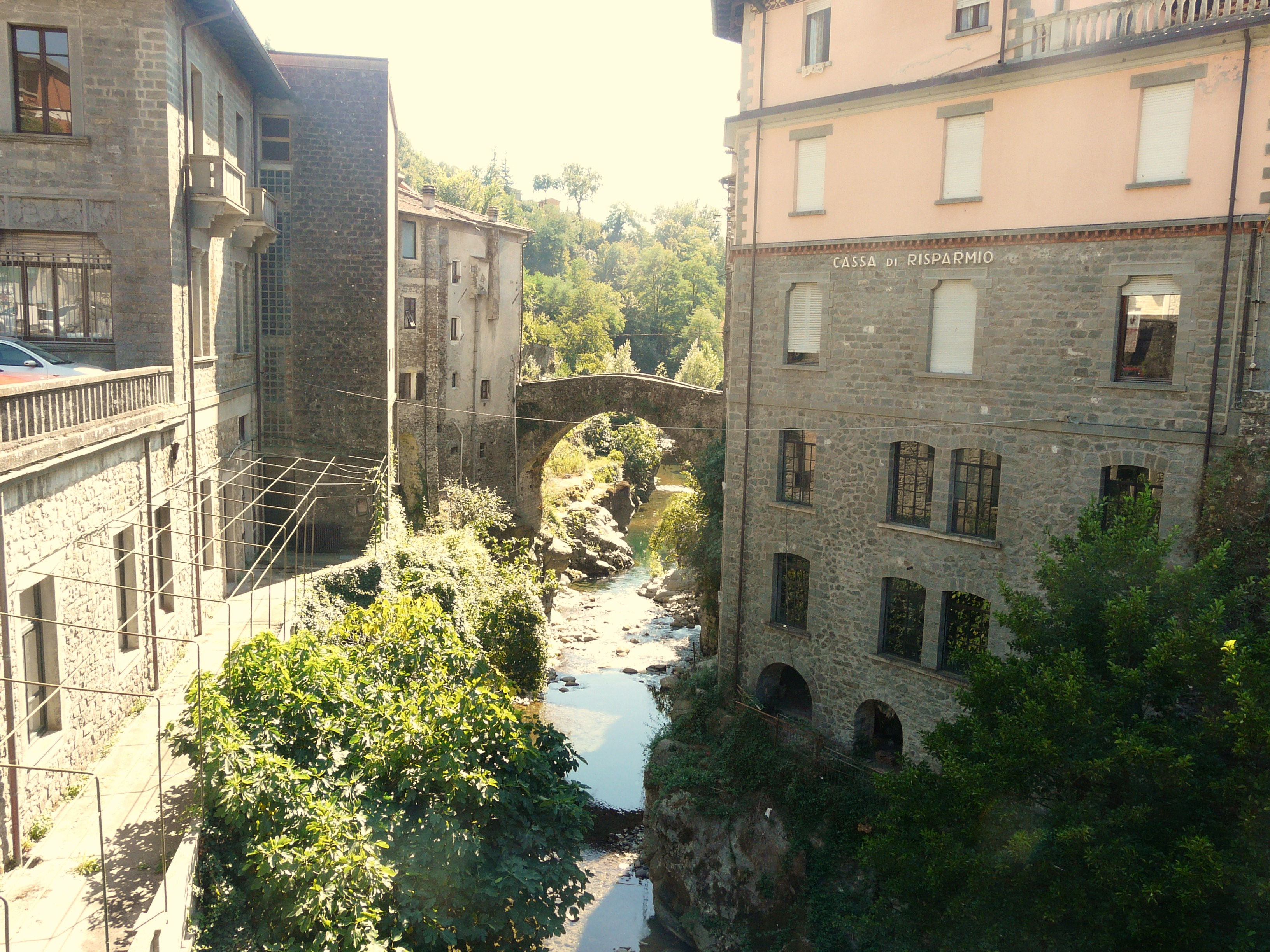
Ponte medievale sul Bagnone
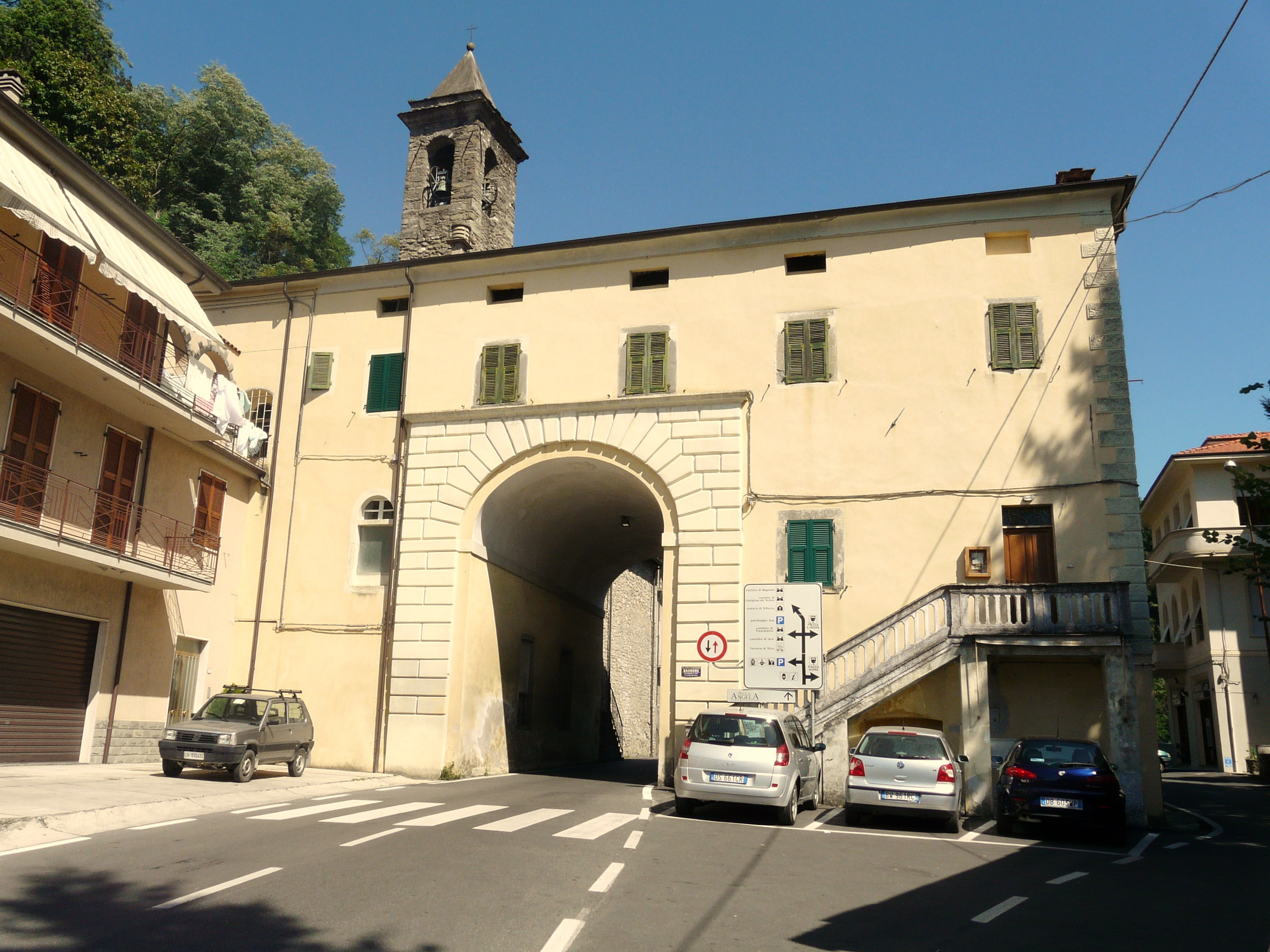
Portale di accesso
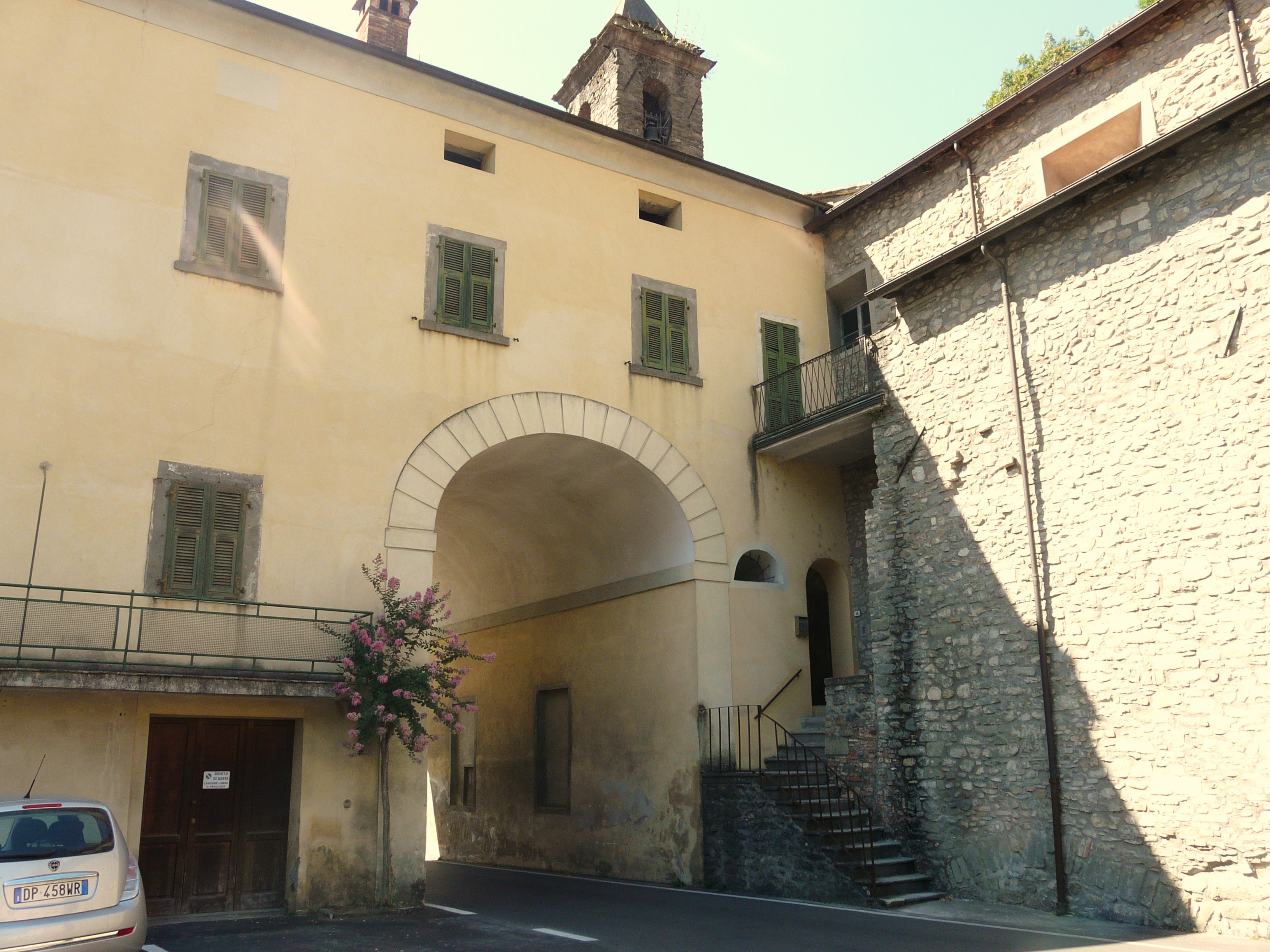
Portale di accesso
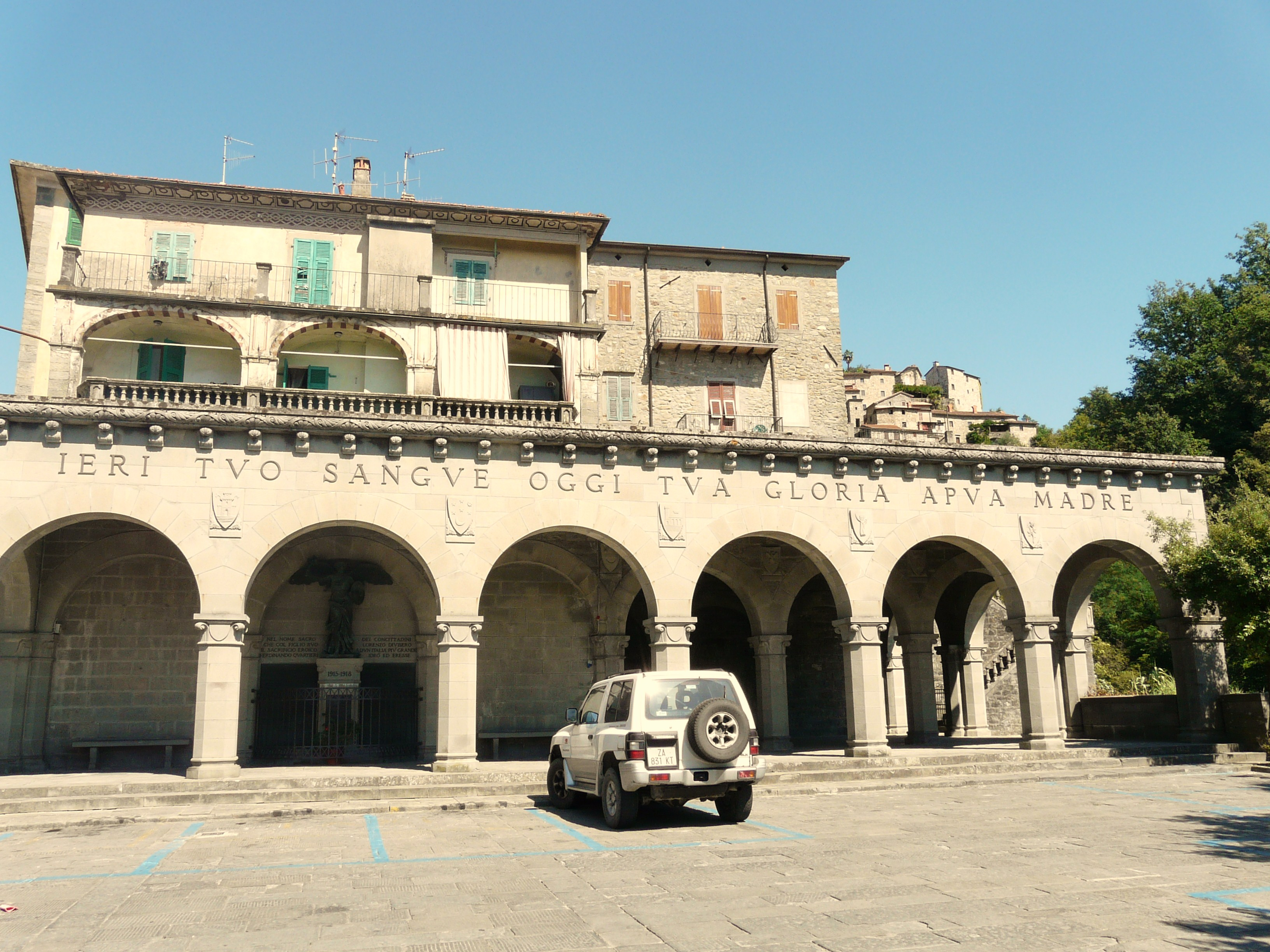
Piazza Roma
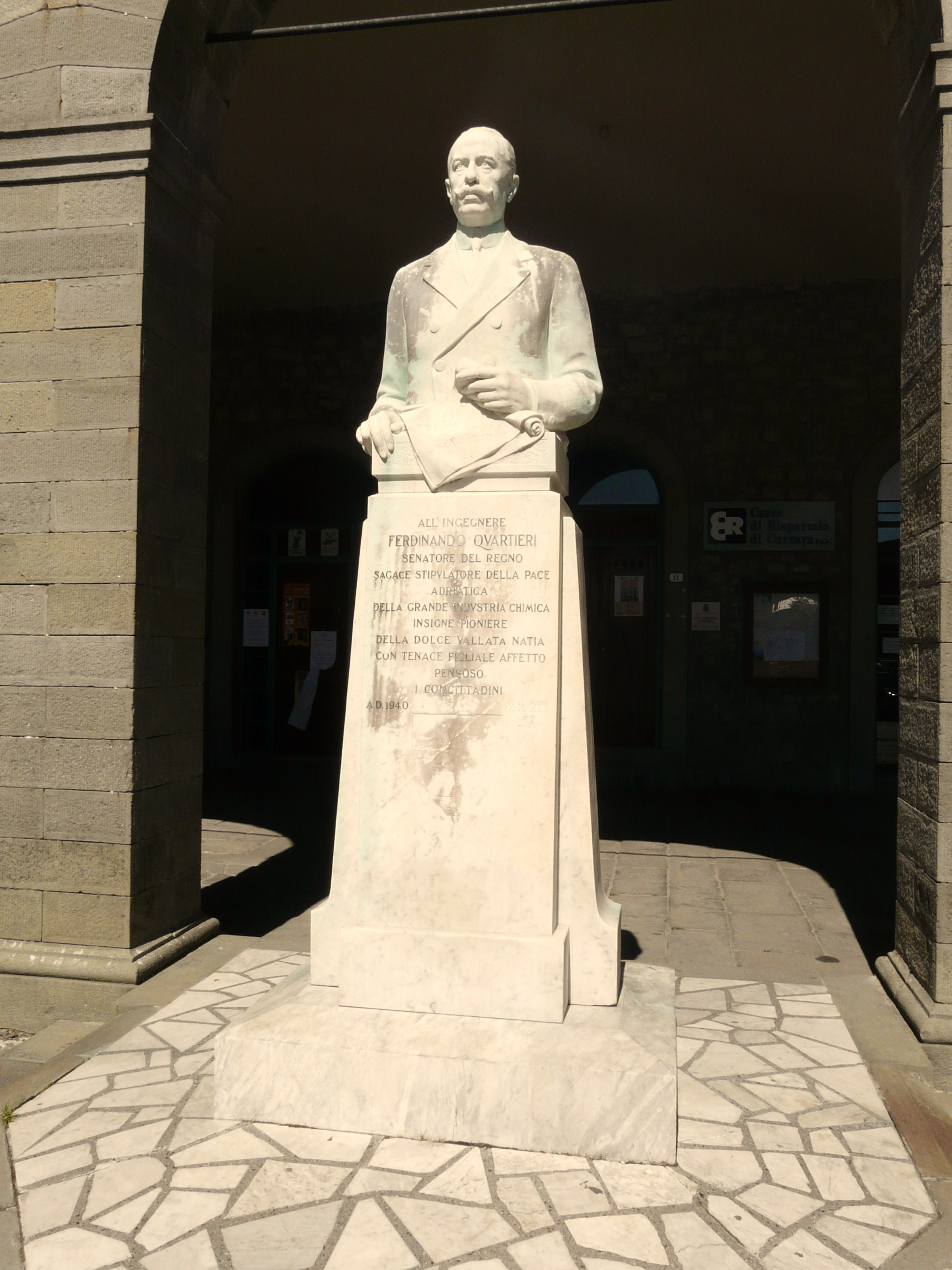
Monumento a Ferdinando Quartieri
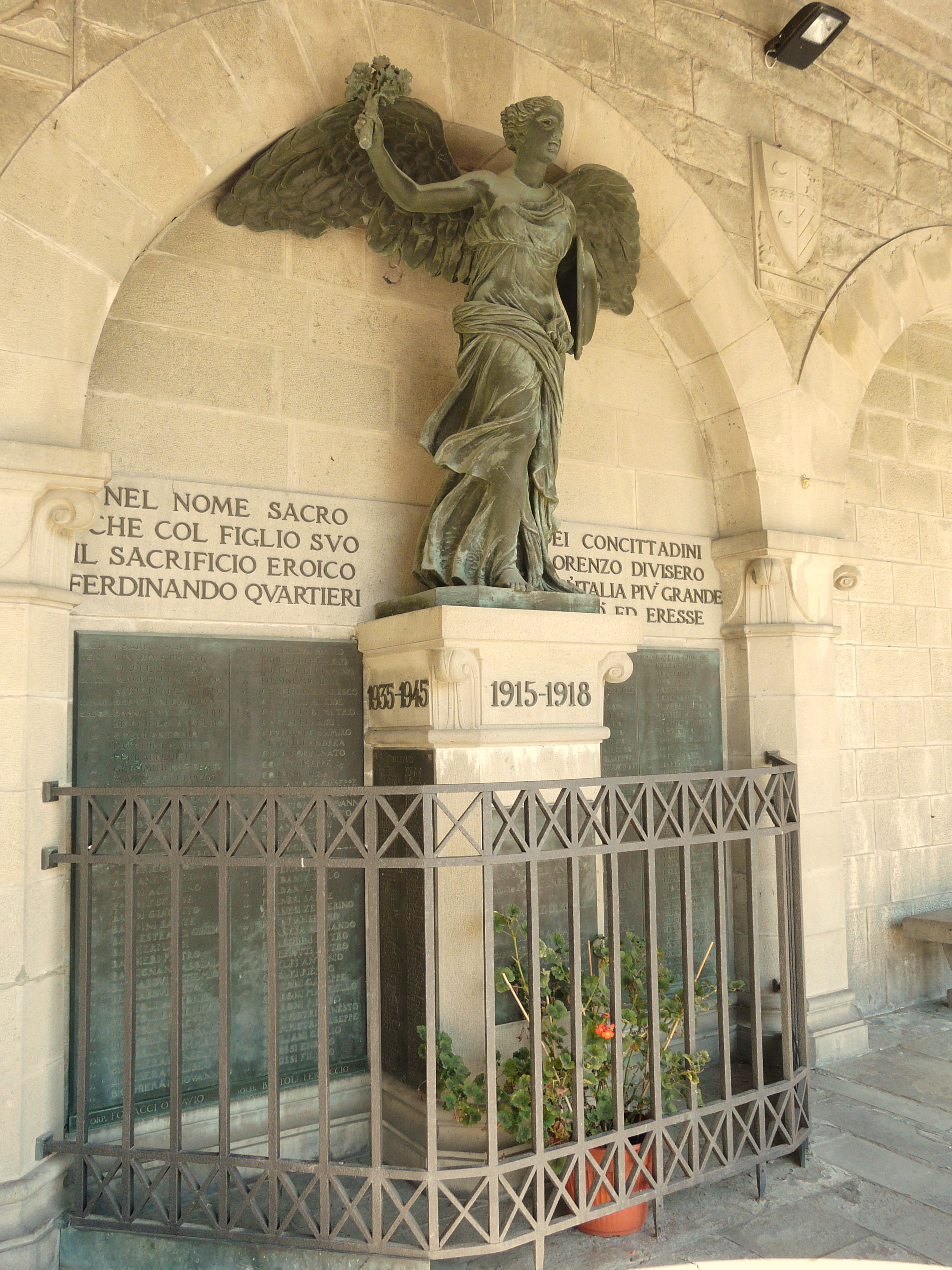
Monumento ai Caduti
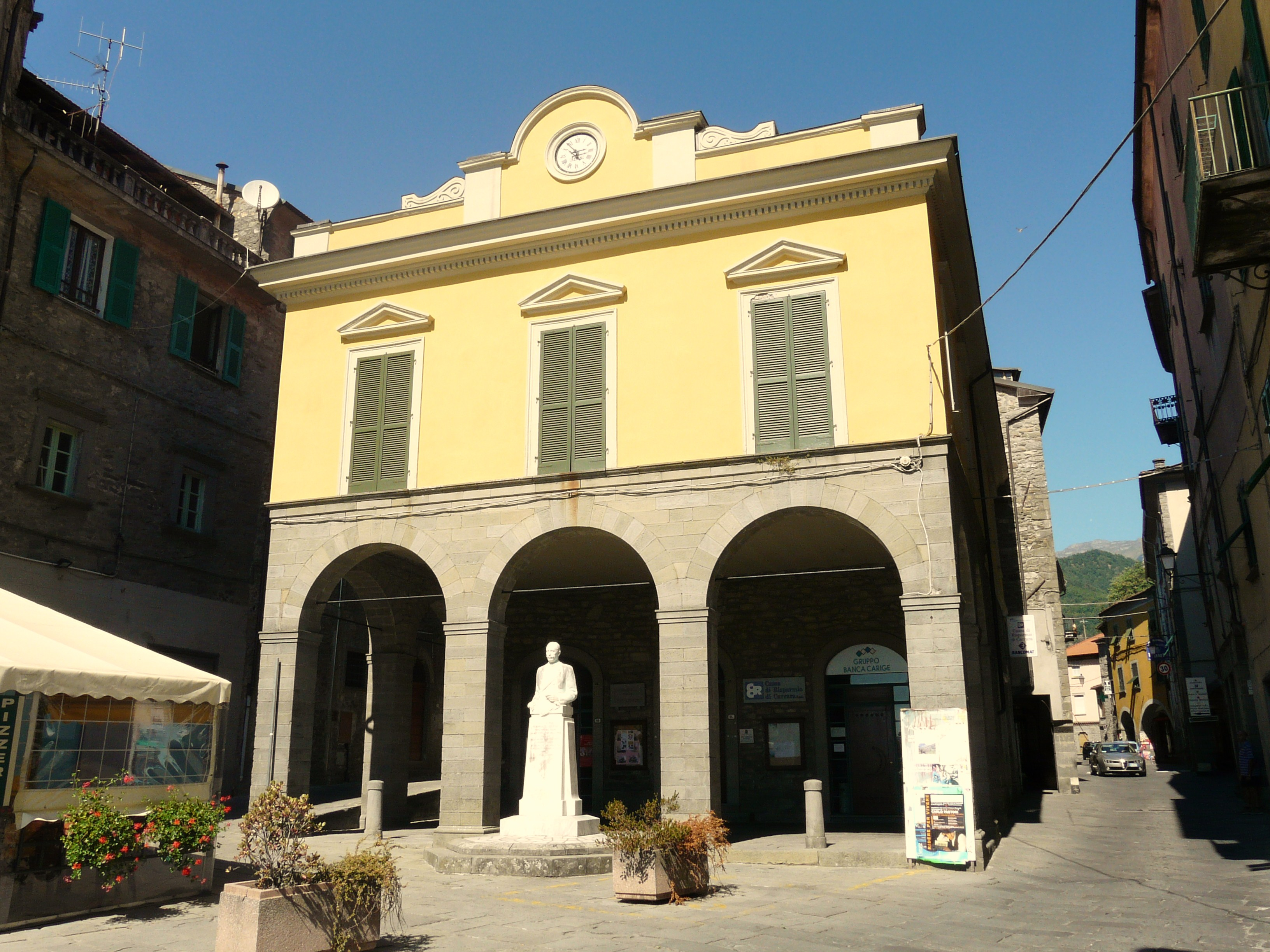
Piazza Roma
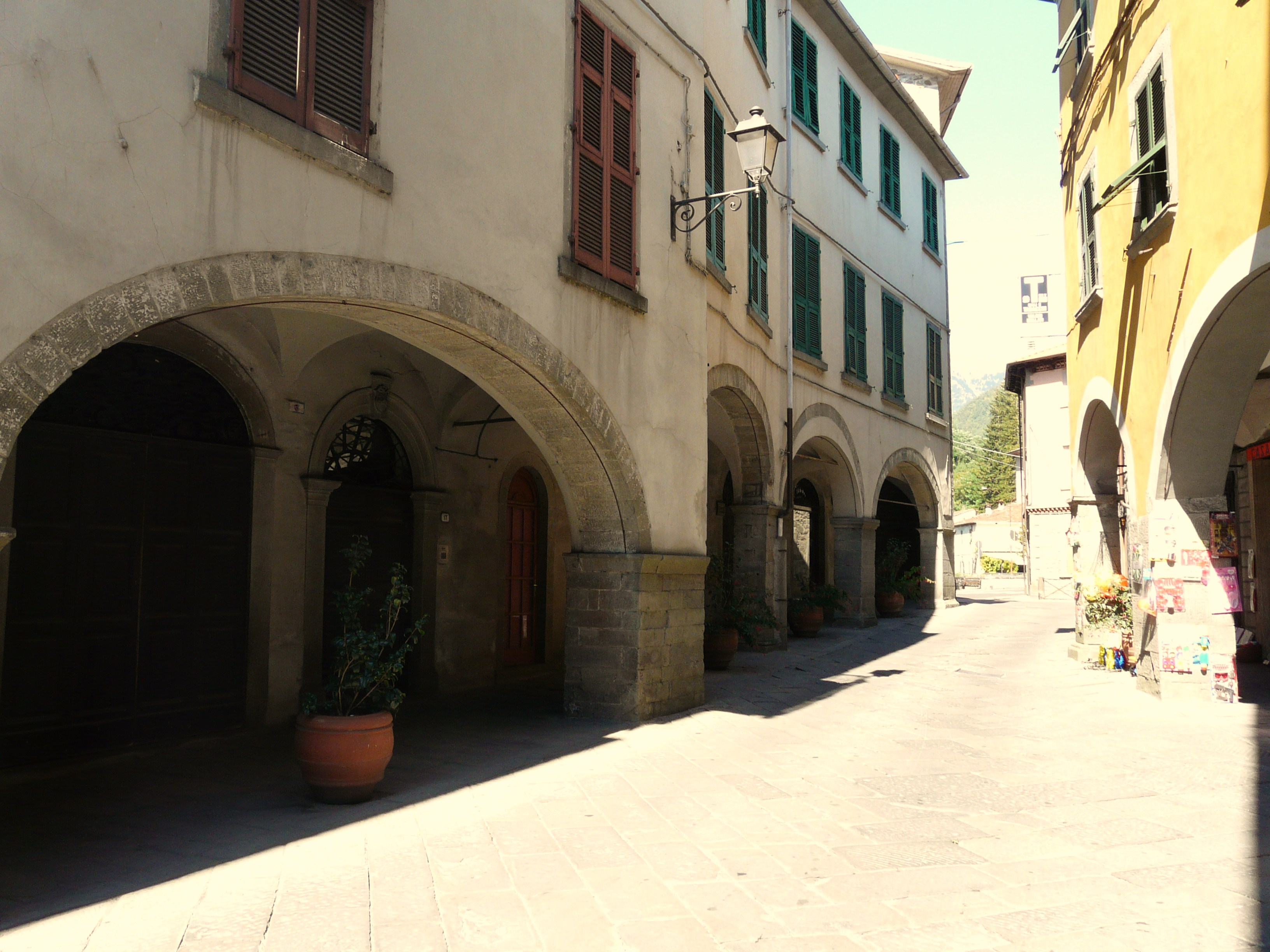
Portici del centro storico

## Администрация коммуны
- Официальный сайт: http://www.comune.bagnone.ms.it/